# Marianne Heiß

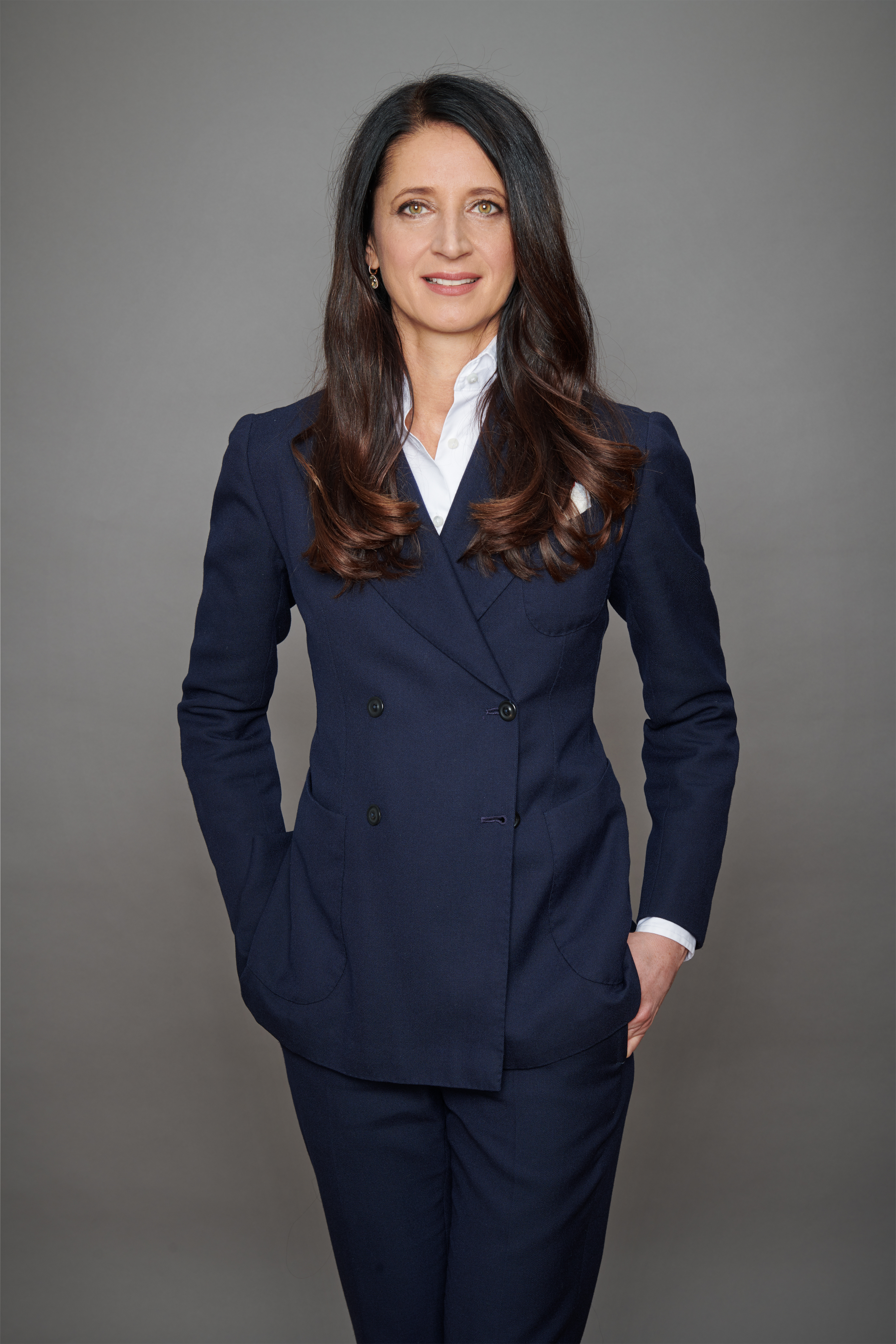
Marianne Heiß (2019)

Marianne Heiß (* 2. November 1972 in Krems an der Donau, Niederösterreich) ist eine österreichische Managerin, Autorin und Aufsichtsratsmitglied der Volkswagen AG, der Audi AG, der Porsche SE sowie Paysafe. Seit Juni 2013 war sie Finanzvorstand der BBDO Group Germany mit Sitz in Düsseldorf und seit März 2019 war sie deren Geschäftsführerin.

## Beruflicher Werdegang
Marianne Heiß studierte an der Fachhochschule Wiener Neustadt Betriebswirtschaft mit den Schwerpunkten Unternehmensrechnung, Revision und Management-, Personal- und Organisationsberatung. Ihre Diplomarbeit hatte das Thema „Kurzfristige Steuerungsinstrumente und -maßnahmen zur Fixkostensenkung im Besonderen bei sinkenden Erträgen in Dienstleistungsunternehmen“ und wurde von einer österreichischen Wirtschaftsfachjury mit dem ersten Preis ausgezeichnet.
Mit 21 Jahren war sie die jüngste Betriebsbüroleiterin der Dorint AG. Mit 24 übernahm sie die Leitung des Finanz- und Rechnungswesens der Sellbytel Group. Von 1999 bis Mitte 2002 betreute sie als Finance Director die Agenturen der BBDO Holding Austria. Von Herbst 2002 bis Ende 2005 war sie als Management Consultant in der BBDO Germany für den Integrations- und Optimierungsprozess im Finanzmanagement zuständig.
Von 2006 bis 2011 war sie Finanzvorstand für die Standorte Düsseldorf, Berlin, Stuttgart der BBDO in Deutschland und wechselte anschließend in eine internationale Führungsrolle bei BBDO. 2013 wurde sie zum Finanzvorstand Deutschland bestimmt. Im März 2019 wurde sie Geschäftsführerin des Unternehmens und übte diese Funktion bis April 2023 aus. Heiß war Mitglied im BBDO Worldwide Board sowie im Environmental Sustainability Global Core Team der Omnicom Inc.
Ende 2004 veröffentlichte sie das im Gabler Verlag erschienene Buch Strategisches Kostenmanagement in der Praxis. 2011 erschien ihr Buch Yes she can. Die Zukunft des Managements ist weiblich im Redline Verlag. Sie hielt Vorträge und Workshops an der Johannes Gutenberg-Universität Mainz und der Justus-Liebig-Universität Gießen. Für die Wirtschafts- und Finanzzeitung Handelsblatt schreibt sie Kolumnen. Heiß gehört zu den Top 100 Frauen der deutschen Wirtschaft im Ranking des Manager Magazins und gilt als eine der einflussreichsten Managerinnen der Automobilbranche.
Im November 2015 wurde Heiß Vizepräsidentin des Gesamtverbandes Kommunikationsagenturen GWA.
2018 wurde Heiß in den Aufsichtsrat von Volkswagen, Audi und Porsche SE bestellt. Im Aufsichtsrat der Porsche SE fungiert sie zusätzlich als Expertin für ESG (Environmental Social Governance). Von Juni 2023 bis Oktober 2024 wurde Heiß außerdem in den Aufsichtsrat der Flix SE bestellt, wo sie zusätzlich den Vorsitz des Prüfungsausschusses innehatte. Im Oktober 2024 übernahm sie eine Rolle im Aufsichtsrat von Paysafe. Im Januar 2025 wurde sie zudem als Beirätin bei Ritter Sport bestellt. Unicef Austria hat Marianne Heiß im Februar 2025 zur Ehrenbeauftragten ernannt. Das Handelsblatt listet sie im Ranking der Aufsichtsräte als eine der einflussreichsten Kontrolleurinnen in der Wirtschaft. Marianne Heiß ist zudem als Mentorin aktiv. Seit 2024 betreibt sie außerdem den Wirtschaftspodcast Voices by Marianne Heiss.
2025 ist sie aus dem Aufsichtsrat von Volkswagen ausgeschieden. Ihre Nachfolge übernahm Susanne Wiegand.

## Publikationen
- Strategisches Kostenmanagement in der Praxis. Instrumente – Maßnahmen – Umsetzung. Gabler Verlag, Wiesbaden 2004, ISBN 3-409-12631-7
- Yes she can. Die Zukunft des Managements ist weiblich. Redline Verlag, München 2011, ISBN 978-3-86881-290-9

## Privates
Heiß ist verheiratet und hat ihren Lebensmittelpunkt in Wien.